# Garde rouge (Russie)
Pour les articles homonymes, voir Garde rouge.
Le nom de Garde rouge (russe : Красная гвардия), dans l'histoire de la Russie, désigne les détachements ouvriers armés formés au cours de la révolution de 1917.

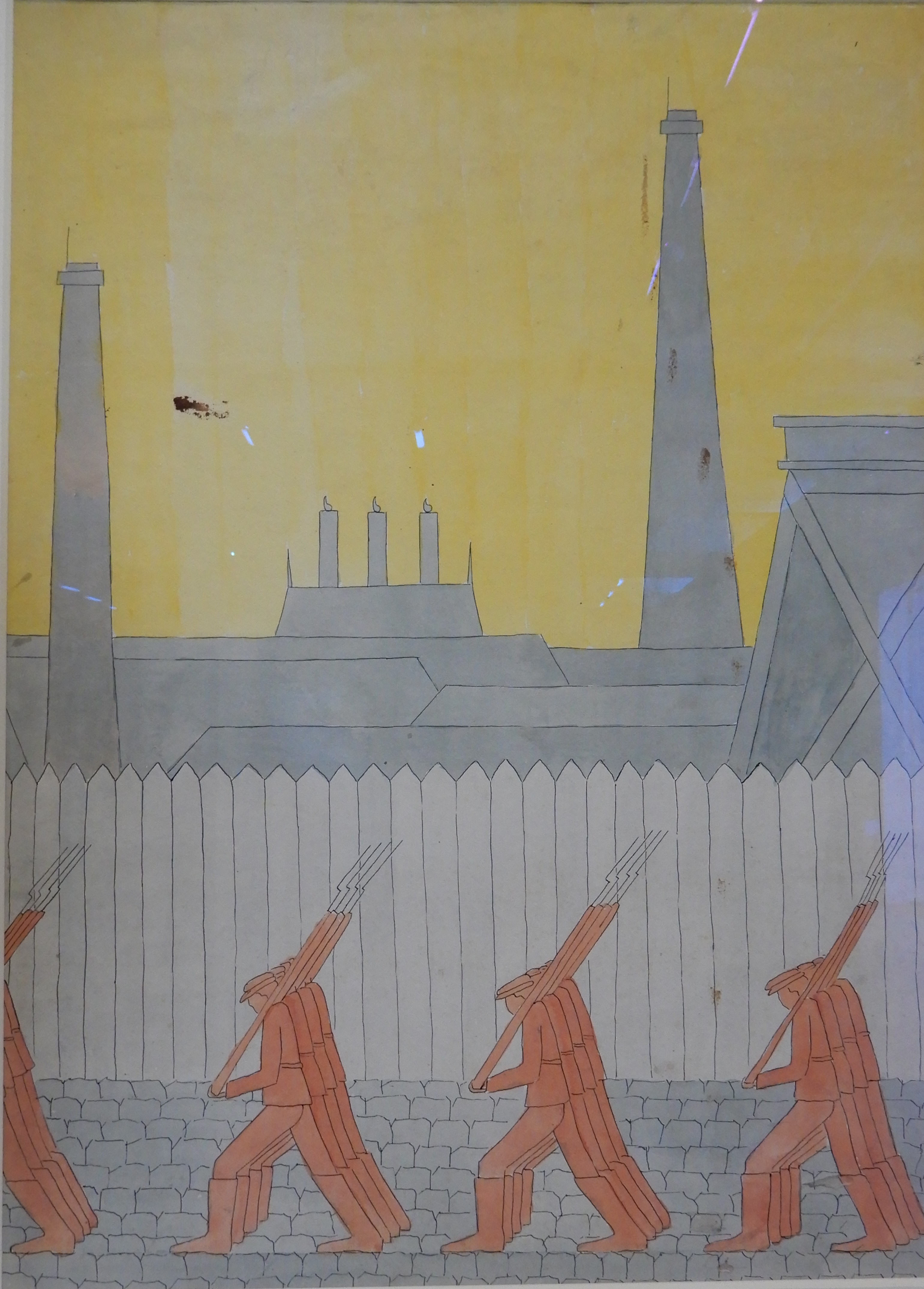
Défilés de gardes rouges devant une usine, par David Iakerson.

## Historique

### Début
Très semblables aux détachements ouvriers qui avaient pris part à la révolution de 1905 à Moscou, ces groupes armés font leur apparition dans les usines lors de la révolution de février 1917 pour maintenir l'ordre dans la ville. Les bolcheviks parviennent à les contrôler dès le mois d'avril et à les séparer de la milice ouvrière, aux mains des mencheviks et des socialistes révolutionnaires, ainsi que de la « milice du peuple » du soviet de Petrograd. Les Gardes rouges ont pour mission de « protéger la révolution » et de « résister aux forces réactionnaires ». Dans les faits ils assurent le rôle d'une police civile ordinaire, pour remplacer la police tsariste démantelée.
La Garde rouge se réfugie dans la clandestinité après sa participation aux journées de juillet, puis en sort pour faire échouer le putsch du général Kornilov en septembre 1917. Dès lors, la Garde rouge se structure à Petrograd et à Moscou, organisée par le Parti bolchevik. À la suite de la révolution d'Octobre, elle s'implante dans la plupart des grands centres industriels de Russie et devient une véritable armée révolutionnaire. L'enrôlement est volontaire, mais nécessite une recommandation des soviets ou des cellules du Parti bolchevik. L'armée, qui comporte des régiments d'infanterie et de cavalerie, remporte des succès dans des conflits locaux (par exemple contre Alexandre Ilyitch Doutov dans la province d'Orenbourg), mais son organisation peu structurée est inefficace contre la plus grosse partie des armées blanches.

### Fin
Elle constitue la base de l'Armée rouge, créée en janvier 1918, et elle est officiellement dissoute en avril de la même année.